# Velislav, Burgas
Velislav (în bulgară Велислав) este un sat în comuna Sungurlare, regiunea Burgas,  Bulgaria. 

## Demografie
Componența etnică a satului Velislav
     Turci (11,8%)
     Bulgari (76,38%)
     Nicio identificare (11,8%)
     Altele (0%)
La recensământul din 2011, populația satului Velislav era de 144 locuitori. Din punct de vedere etnic, majoritatea locuitorilor (76,38%) erau bulgari, cu o minoritate de turci (11,8%). Pentru 11,8% din locuitori nu este cunoscută apartenența etnică.